# Relación Tully-Fisher
La relación de Tully-Fisher es considerada una candela estándar en Astronomía. Fue publicada por los astrónomos R. Brent Tully y J. Richard Fisher en 1977 y permite estimar la distancia a la que se encuentra una galaxia espiral a partir de la anchura de las líneas de su espectro.
La relación, derivada de forma empírica, establece que la luminosidad de una galaxia espiral es proporcional a la cuarta potencia de su velocidad máxima de rotación que, a su vez, se determina a partir de la anchura de las líneas espectrales, en particular de la línea a 21 cm emitida por el hidrógeno neutro de la galaxia. Conocida la luminosidad {\displaystyle L} es posible determinar la distancia {\displaystyle d} por comparación entre la primera y la magnitud aparente {\displaystyle m}. Sigue la siguiente forma:
{\displaystyle (V_{m{\acute {a}}x})^{\alpha }\propto L(d,m)\qquad \alpha \simeq 3.8}
La anchura de la línea de 21 cm se debe, en las galaxias espirales, principalmente a la rotación. Si una galaxia está rotando, el espectro del hidrógeno del lateral que gira hacia nosotros tendrá un ligero desplazamiento al azul y el correspondiente al que gira al contrario sufrirá un ligero desplazamiento al rojo comparados con el espectro promedio de la galaxia en conjunto. La suma de todas estas componentes, con mayores o menores desplazamientos al rojo o al azul, produce un ensanchamiento de la línea, tanto mayor cuanto más rápida sea la rotación. Por otra parte, debido a que la fuerza centrífuga, que depende de la velocidad de rotación, y la gravitación, que depende de la masa, están equilibradas, la masa y la velocidad de rotación están relacionadas. Finalmente, la relación asume que las galaxias más masivas tienden a tener luminosidades absolutas proporcionalmente mayores, lo que justifica la relación encontrada entre anchura de las líneas y luminosidad.
Para galaxias elípticas existe una relación similar llamada Relación Faber-Jackson pero basada en la velocidad de dispersión {\displaystyle \sigma } y no en la de rotación, ya que estas galaxias (en general) apenas tienen rotación.